# Biotilgængelighed
Biotilgængelighed er et begreb der anvendes indenfor farmakologi og angiver den del af et administreret lægemiddel, i procent, som uændret når frem til det systemiske kredsløb. Biotilgængelighed er hovedsageligt afgjort af administrationsvejen, da udsættelse for fordøjelsessystemet og stofskifte påvirker lægemidler betydeligt.
Siden definitionen af biotilgængelighed er afhængig af lægemiddelets tilstædeværelse i det systemiske kredsløb, så har stoffer givet via intravenøs administration og intraarteriel administration altid 100 % biotilgængelighed, da de indtræder direkte i blodbanen. Administrationsveje såsom peroral administration eller rektal administration er afhængige af fordøjelsessystemet til deres optagelse, hvorfra alt filtreres igennem leveren; den såkaldte first pass effect. Et lægemiddel som blev nedbrudt fuldstændigt, f.eks. af mavesyren eller af fordøjelsesenzymer, ville have en biotilgængelighed på 0 % hvis den blev gevet peroralt. Et eksempel på førnævnte er insulin, samt andre proteiner, som bliver nedbrudt til individuelle aminosyrer i tyndtarmen.